# 韮崎バイパス

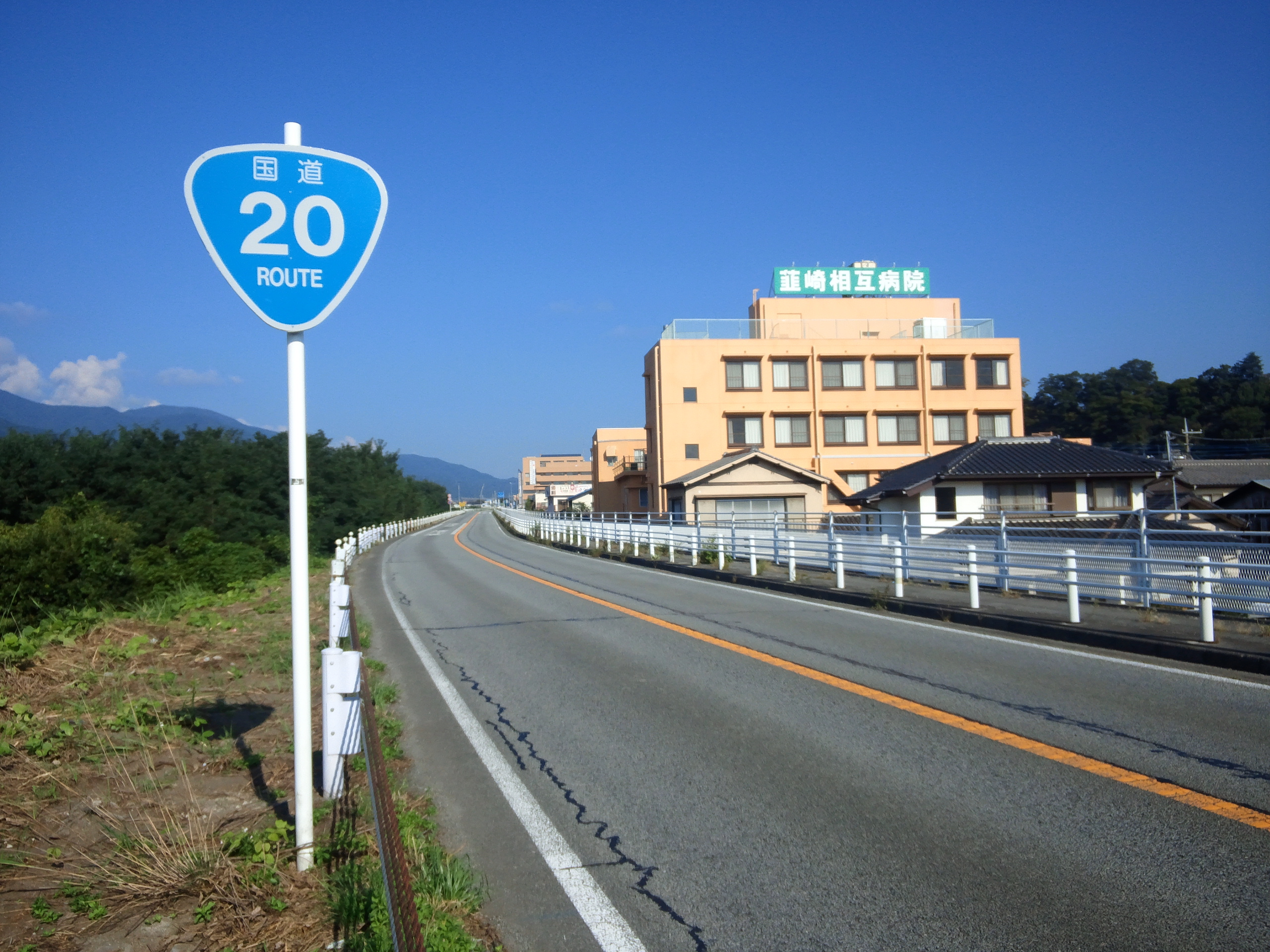
山梨県韮崎市本町１丁目付近

韮崎バイパスは、山梨県韮崎市水神から同市栄に至る、国道20号のバイパスである。

## 概要
かつて国道20号の韮崎市区間は市街地（通称『七里岩ライン』）を通過していたが、交通量が増大したことからバイパスの建設に着手し、1968年に開通した。
なお、一ッ谷交差点で勝沼バイパスから続いたバイパス区間は終了し、そこから北杜市方面へは古くからの道が続く。

## 路線
主な交差点・立体交差
| 施設名                   | 接続路線名             | 距離 (km) | 備考                        | 所在地 |
| ------------------------ | ---------------------- | --------- | --------------------------- | ------ |
| 国道20号（双葉バイパス） |                        |           |                             |        |
| 峡北消防本部西           |                        | 0.0       |                             | 韮崎市 |
| 船山橋北詰交差点         | 国道52号（富士川街道） | 0.7       | 南アルプス市街地 韮崎市街地 | 韮崎市 |
| 武田橋北詰交差点         | 県道602号線            | 1.7       |                             | 韮崎市 |
| 一ッ谷交差点             | 国道141号              | 2.6       |                             | 韮崎市 |
| 国道20号                 |                        |           |                             |        |